# Friedenskirche (Varnsdorf)

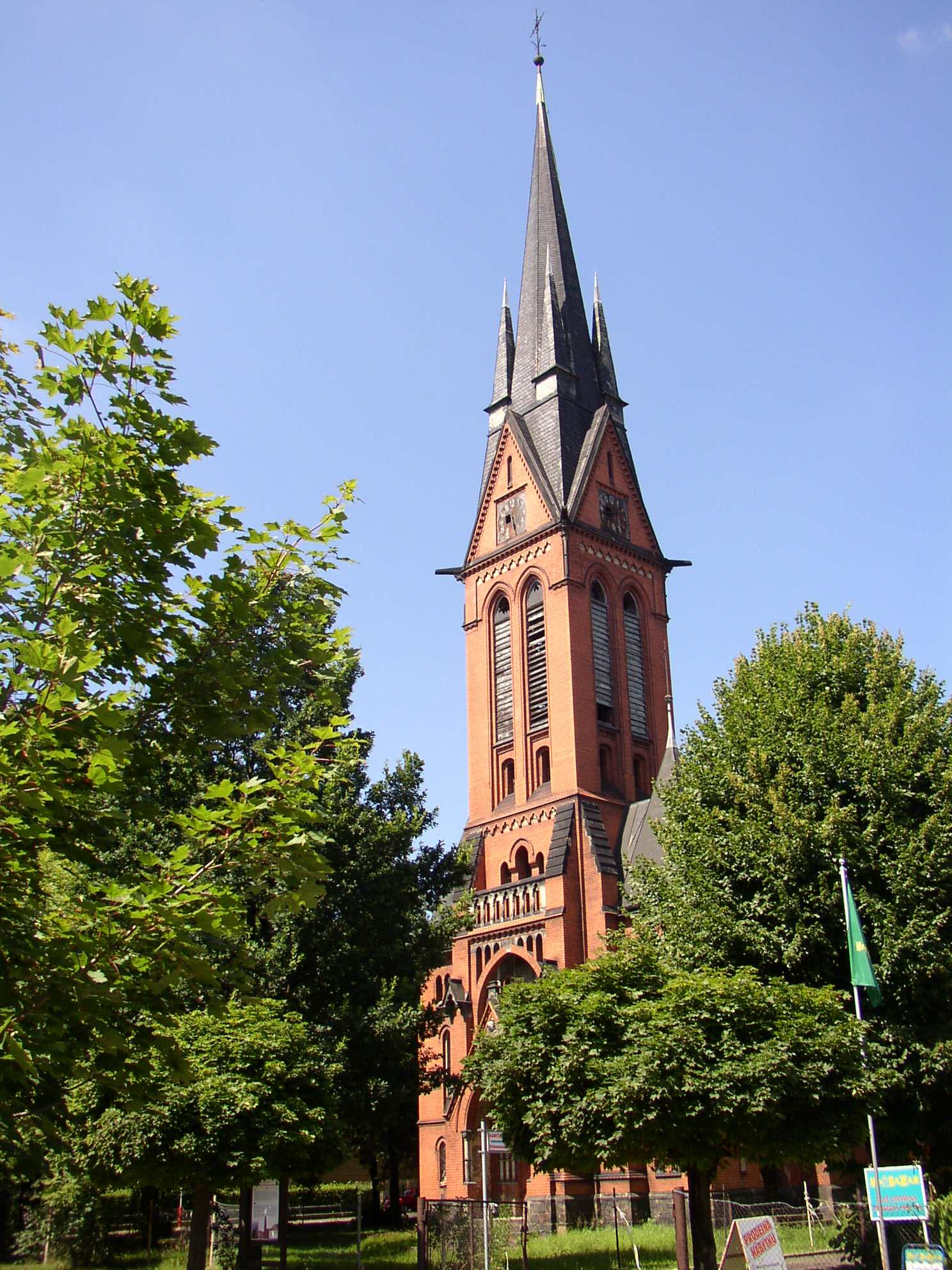
Friedenskirche Varnsdorf

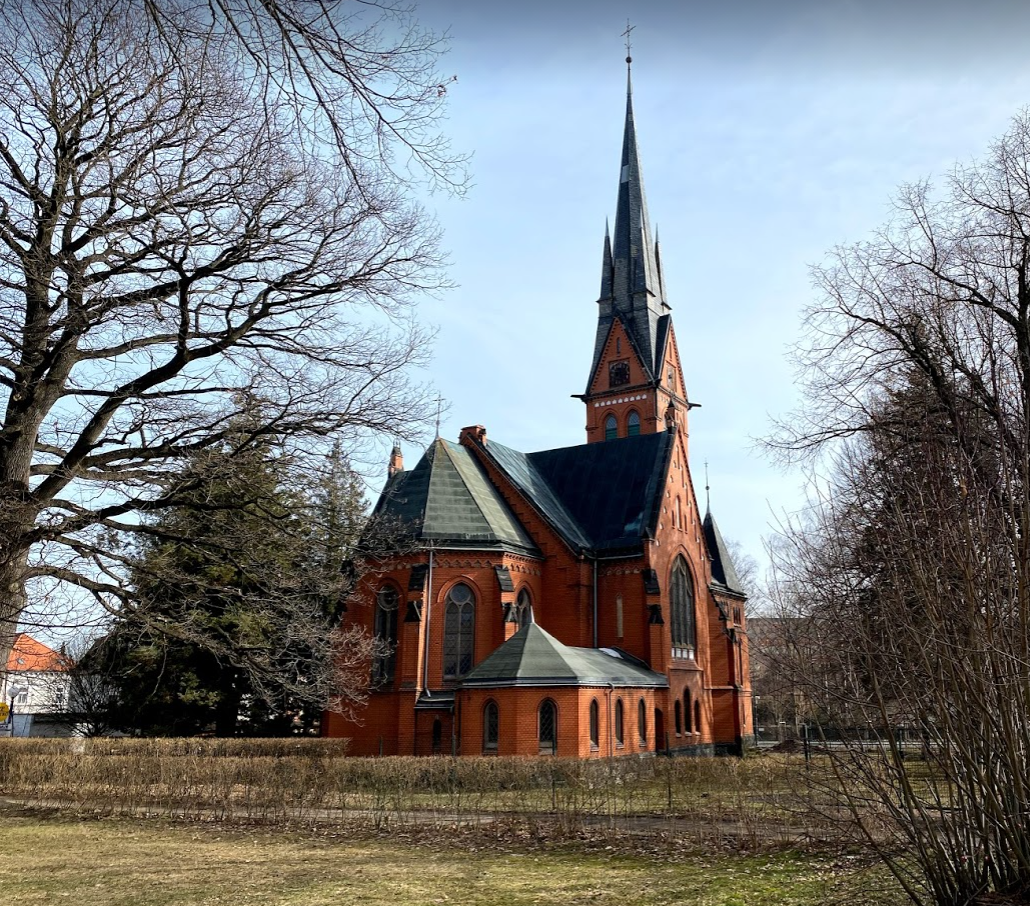
Choransicht

Die Friedenskirche ist die ehemalige evangelische Pfarrkirche von Varnsdorf (Warnsdorf), Nordböhmen in Tschechien. Es handelt sich um einen neugotischen Bau aus rotem Backstein.

## Geschichte
Nachdem die Zahl der Protestanten in Warnsdorf auf 800 angestiegen war, wurde die Stadt Sitz eines Vikars. Er wurde im Oktober 1902 ins Amt eingeführt. Der feierliche Akt fand in der Altkatholischen Kirche statt, die bis zu dieser Zeit auch den Evangelischen diente. Als Warnsdorf im September 1903 zu einer selbständigen evangelischen Kirchgemeinde der Superintendentur A. B. Westböhmen erhoben worden war, beschloss man, eine neue Kirche zu bauen.
Der Grundstein wurde am 16. Mai 1904 feierlich gesetzt und in diesen ein Denkblatt eingelegt. Der Entwurf zum Kirchbau stammt von dem Dresdner Architekten Woldemar Kandler. Im Jahr 1905 wurden als Gabe des Oberlausitzer Vereins drei Glocken nach Warnsdorf gebracht und nach einer feierlichen Weihe erklangen sie das erste Mal am 28. Juni.
Die größte Glocke hatte die Aufschrift: „Das Wort Gottes bleibt ewig.“ Die mittlere, die jeden Tag ansagte und den Abend begrüßte, wurde mit den Worten „Bete und arbeite“ beschriftet. Die kleinste Glocke sollte daran erinnern, dass alle Menschen sterblich und dass Jesus immer mit ihnen ist, darum trug sie die Aufschrift: „Ich bin mit euch alle Tage bis zum Ende der Welt!“ Außerdem trug jede Glocke noch ein Bibel-Zitat.
Am 3. Dezember 1905 wurde die Warnsdorfer Friedenskirche eingeweiht. Die Orgel mit 21 Registern und 1300 Pfeifen wurde am 25. Mai 1906 geweiht.
Von 1919 bis 1945 gehörte die Gemeinde zur Deutschen Evangelischen Kirche in Böhmen, Mähren und Schlesien. Die Kirche war bis 1945 in gutem Zustand. Nach dem Zweiten Weltkrieg wurde sie durch den Staat ohne Klärung der Eigentumsverhältnisse und ohne jegliche Beurkundung der Tschechoslowakischen Kirche übergeben. Der letzte Priester der Tschechoslowakischen Kirche diente hier bis 1960. Er ließ das Dach reparieren, in die Orgel einen neuen Motor einbauen und die Turmuhr instand setzen.
Die Zeit der Normalisierung in den 1970er Jahren war der Anfang vom Niedergang der Kirche, und wegen des fehlenden Eigentumsnachweises konnte der allmähliche Verfall des Gebäudes nicht verhindert werden.
2010 gründeten Bürger einen Verein zur Erhaltung der Kirche. Später übernahm die Stadt Varnsdorf die Kirche ins städtische Eigentum und treibt seit 2016 mit dem Verein die Instandsetzung voran.

## Architektur

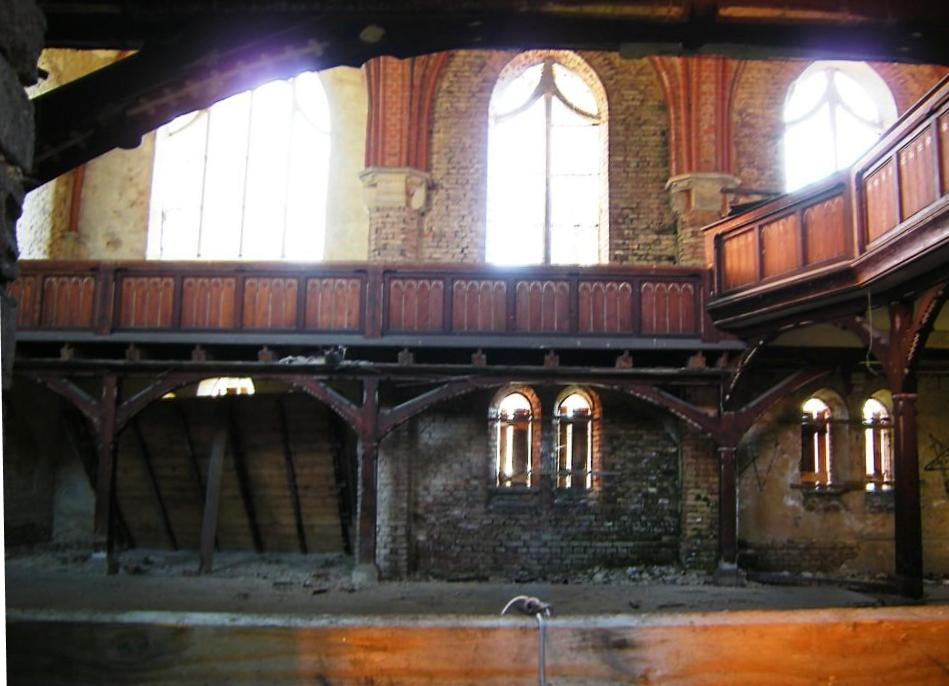
Kirchenraum mit Emporen

Václav Zeman bezeichnete die Warnsdorfer Friedenskirche als „ein schönes Beispiel der Inspiration durch die norddeutsche Neugotik“, wobei sich Kandler mit den sogenannten Vorhangbogenfenstern einer spätgotischen Formensprache anschloss, wie sie Arnold von Westfalen in der zweiten Hälfte des 15. Jahrhunderts an der Albrechtsburg in Meißen verwendete. Es handelt sich um eine im Grundriss kreuzförmige Saalkirche mit Westturm und polygonaler Apsis. Eine besonders aufwendige Gestaltung erfuhr dabei der von kleineren Treppentürmen begleitete Turmbau, der seinen quadratischen Grundriss bis zu den Giebeln beibehält und mit einer steilen Helmpyramide abschließt. Das Wimpergportal zeigt im Tympanon das Relief des segnenden Christus. Die Türmerstube mit ihrer zwischen den Turmpfeilern eingefügten Galerie leitet zu dem hohen, von gekuppelten Schallarkaden durchbrochenen Glockengeschoss über. Im Innern besitzt der mit Rippenwölbung versehene Kirchenraum umlaufende hölzerne Emporen.